# Loom
Loom er et grafisk adventurespil, der er udgivet i 1990 og udviklet Lucasfilm Games, det senere LucasArts. Det er det fjerde spil som benytter spilmotoren SCUMM. Spiludviklingen blev ledet af Brian Moriarty, en tidligere ansat i Infocom. Spillet ender på en cliffhanger og først efterfølgende ifølge Moriarty, blev der planlagt to efterfølgere til spillet, som dog ikke blev lavet, kaldt Forge og The Fold. I disse spil ville man kunne man styre to andre personer som Looms hovedperson møder gennem spillet.

## Spillestil
I modsætning til andre adventurespil fra LucasArts, er Loom baseret på en alvorlig og komplekst fantasy-historie. Med dets eksperimentelle brugergrænseflade adskille den sig fra andre af tidens adventurespil, hvor der normalt er små puslespil, der skal løses undervejs, samt interaktion med de figurer der optræder i historien.
Spilleren styrer hovedpersonen Bobbin Threadbare, der påvirker sine omgivelser og andre personer i spillet ved at spille fire noder på en magisk håndrok. Hver melodi udløser en vis effekt, f.eks. åbne en dør eller se i mørke. Spilleren lærer melodierne ved at undersøge objekter som har evner Threadbare kan tilegne sig; hvis man ser på en væske som farver ting grønt, får man en melodi som kan bruges til at farve andre ting grønne.
Nogle melodier kan, hvis spillet baglæns, have den modsatte effekt. Mens andre melodier, som f.eks. melodien for at indgyde frygt er et palindrom og kan derfor ikke spilles baglæns. Spillerens magiske kræfter bliver forøget igennem spillets forløb med flere noder. I starten har spilleren kun muligheden for at spille noderne C, D og E. Hvilket i slutningen af spillet er udvidet til F, G, A, B og C' (det høje C).
Spillet har tre forskellige sværhedsgrader, practice, normal og expert. I expert er tonerne ikke markeret på staven, ligeledes må man spille og læse noderne efter gehør og efter hvilken del af rokken lyser op. I den originale version blev spillerne som valgte expert belønnet med en sekvens som de to andre sværhedsgrader ikke viste. CD-rom-versionen viser denne scene, uanset hvilken sværhedsgrader man vælger, dog i en forkortet udgave. Derudover har den såkaldte "talkie" CD fra 1992 indtalte stemmer til personerne.

## Handling

### Prolog
Handlingen i spillet starter efter et 30 minutters langt hørespil, som var inkluderet på kassettebånd med disketteversionen og på CD med CD-rom-versionen af spillet. Hørespillet fortæller om "Age of the Great Guilds" ("De store lavs tidsalder") der opstod da menneskene forsøgte at styre naturen, om hvordan folk samledes og dannede bystater. Endvidere fortælles at det ydmyge væverlav med deres kunst havde trolddomskræfter, som kunne ændre virkeligheden og blev som følge deraf forfulgt, hvilket endte med at de etablere sig på en ø langt ude i havet kaldt Loom.
Lady Cygna Threadbare bliver introduceret som den sørgende mor, der beder lavets oldermænd; Atropos, Clotho og Lachesis (navngivet efter de tre græske skæbnegudinder) om at bruge deres kraft, som kommer fra øens store magiske væv, til at gøre en ende på øens beboeres ufrivillige barnløshed. Men oldermændene irettesætter Cygna og fortæller hende, at de ikke kan lege guder. Cygna bruger efterfølgende væven uden oldermændenes viden og skaber derved et spædbarn. Hun bliver opdaget og overlader barnet i Dame Hetchels varetægt. Cygna udstår sin straf som er en bestemt melodi, hvormed hun bliver forvandlet til en svane. Oldermændene forbyder Hetchel at lærer barnet, hun har navngivet Bobbin, vævernes magi hvilket hun dog ikke efterfølger. Spillet begynder noget senere på Bobbins fødselsdag, hvor oldermændenes vil beslutte hans videre skæbne.

## Produktion

### Musik
Hørespillet som blev inkluderet i originaludgaven af spillet havde, og spillet selv har musik komponeret af George Sanger, som består af uddrag fra Svanesøen og andre stykker komponeret af Tjajkovskij.